# 방향화효소 과다 증후군
방향화효소 과다 증후군(Aromatase excess syndrome,AES)은 방향화효소의 유전자 발현이 과도해지는 희귀한 유전병이다. 방향화효소를 만드는 유전자 CYP19A1의 이상으로 생기는 우성 유전병이다. 간혹 가족성 고에스트로겐증(familial hyperestrogenism) 또는 가족성 여성형유방증(famlilial gynecomastia)으로도 불린다.
고에스트로겐증으로 인한 생물학적 여성화가 일어난다. 하지만 거짓남녀한몸에 포함될 정도로 남성 생식기의 여성화가 일어나지는 않는다.

## 증상
남성의 증상은 이성적 성조숙증(실제 성별과 반대의 2차성징이 정상 사춘기보다 조기에 나타나는 증상), 사춘기 전과 중의 여성형유방증, 정자부족, 생식샘기능저하증, 미소음경, 뼈나이가 실제 나이보다 많음, 가장 빨리 키가 자라는 시점이 일찍 찾아옴, 저신장, 뼈끝판(성장판)이 일찍 닫힘 등이 있다.

## 치료법
방향화효소 억제제를 투여하며 그와 별도로 남성에게는 방향화효소가 방향화 시킬 수 없는 디하이드로테스토스테론(Dihydrotestosterone,DHT)를 투여하는 안드로겐 대체 요법을 적용한다. 여성에게는 고농도에서 에스트로겐 분비를 억제하는 프로제스테론을 투여한다.

## 같이 보기
- 성분화 이상